# 30775 Lattu
30775 Lattu este un asteroid care intersectează orbita planetei Marte.

## Descriere
30775 Lattu este un asteroid care intersectează orbita planetei Marte. Asteroidul prezintă o orbită caracterizată de o semiaxă mare de 2,78 ua, o excentricitate de 0,47 și o înclinație de 14,3° în raport cu ecliptica.